# Schubborstberghoningkruiper
De schubborstberghoningkruiper (Diglossa duidae) is een zangvogel uit de familie Thraupidae (tangaren).

## Verspreiding en leefgebied
Deze soort is endemisch in Venezuela en telt 3 ondersoorten:
- D. d. hitchcocki: noordelijk Amazonas (het zuidelijke deel van Centraal-Venezuela).
- D. d. duidae: centraal en zuidelijk Amazonas (zuidelijk Venezuela).
- D. d. georgebarrowcloughi: Cerro de la Neblina (grensstreek Venezuela - Brazilië).